# Quarna Sotto

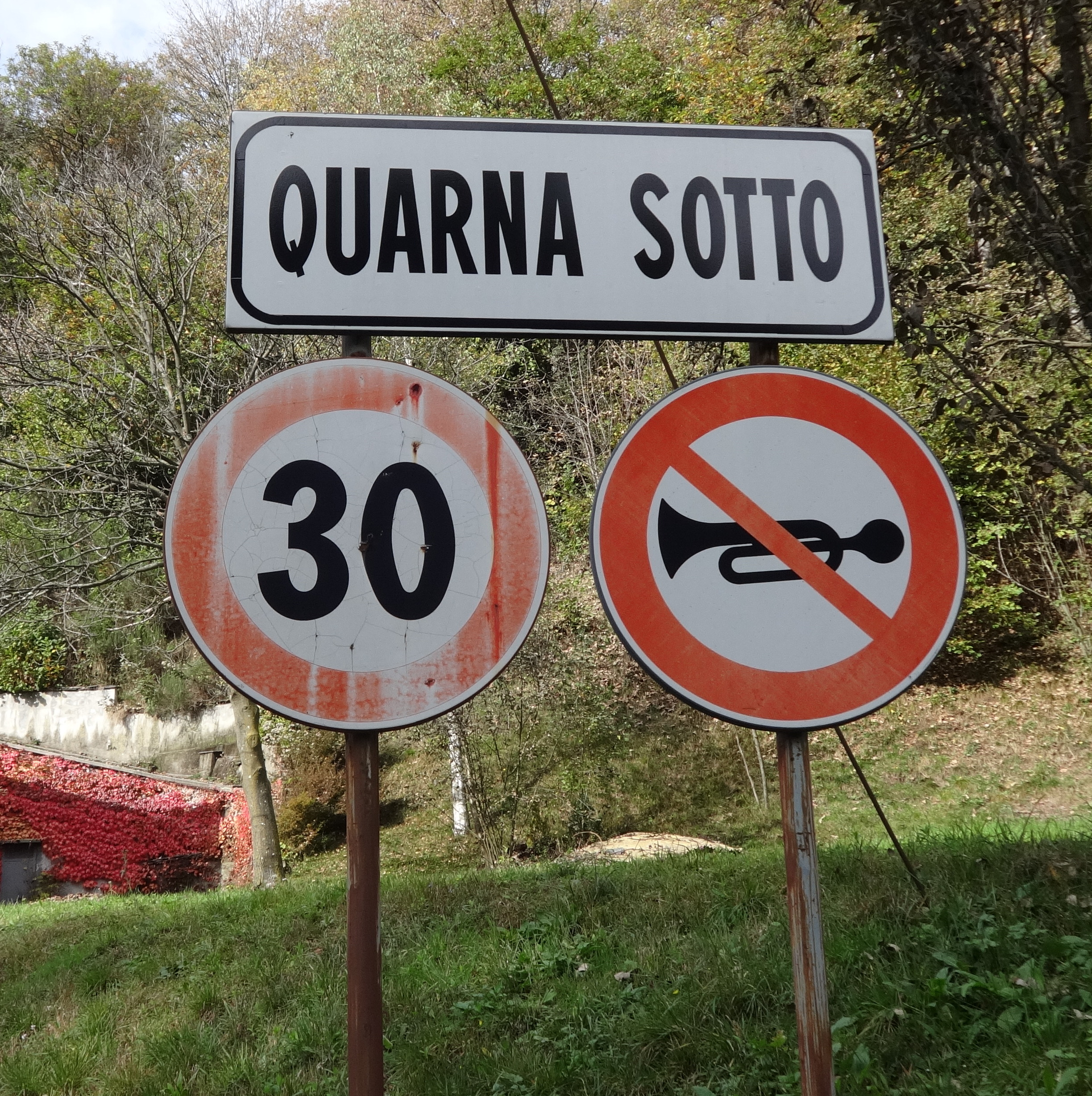

Quarna Sotto (Quarnà 'd Sota in piemontese, Quarna de Sot in lombardo) è un comune italiano di 388 abitanti nella provincia del Verbano-Cusio-Ossola situato sulle montagne soprastanti la città di Omegna. È detto "Paese della musica" per la secolare produzione di strumenti musicali a fiato.

## Monumenti e luoghi d'interesse

### Architetture religiose

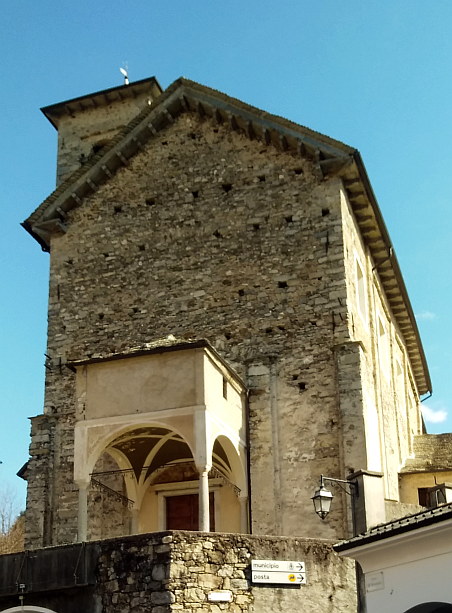
La parrocchiale

L'abitato si raccoglie intorno alla chiesa parrocchiale di San Nicolao ampliata nel XVIII secolo sulle fondamenta di un altro edificio sacro preesistente ma di datazione non chiara. All'interno spicca l'altare maggiore in marmi policromi, notevole anche l'organo aggiunto successivamente nel 1837 in sostituzione di quello originario, opera del varesino Luigi Maroni Biroldi.
Su via Varallo, che conduce agli alpeggi, si trova il seicentesco Oratorio del Saliente che fu affrescato all'inizio del XIX secolo da Giovanni Avondo.

### Luoghi naturali

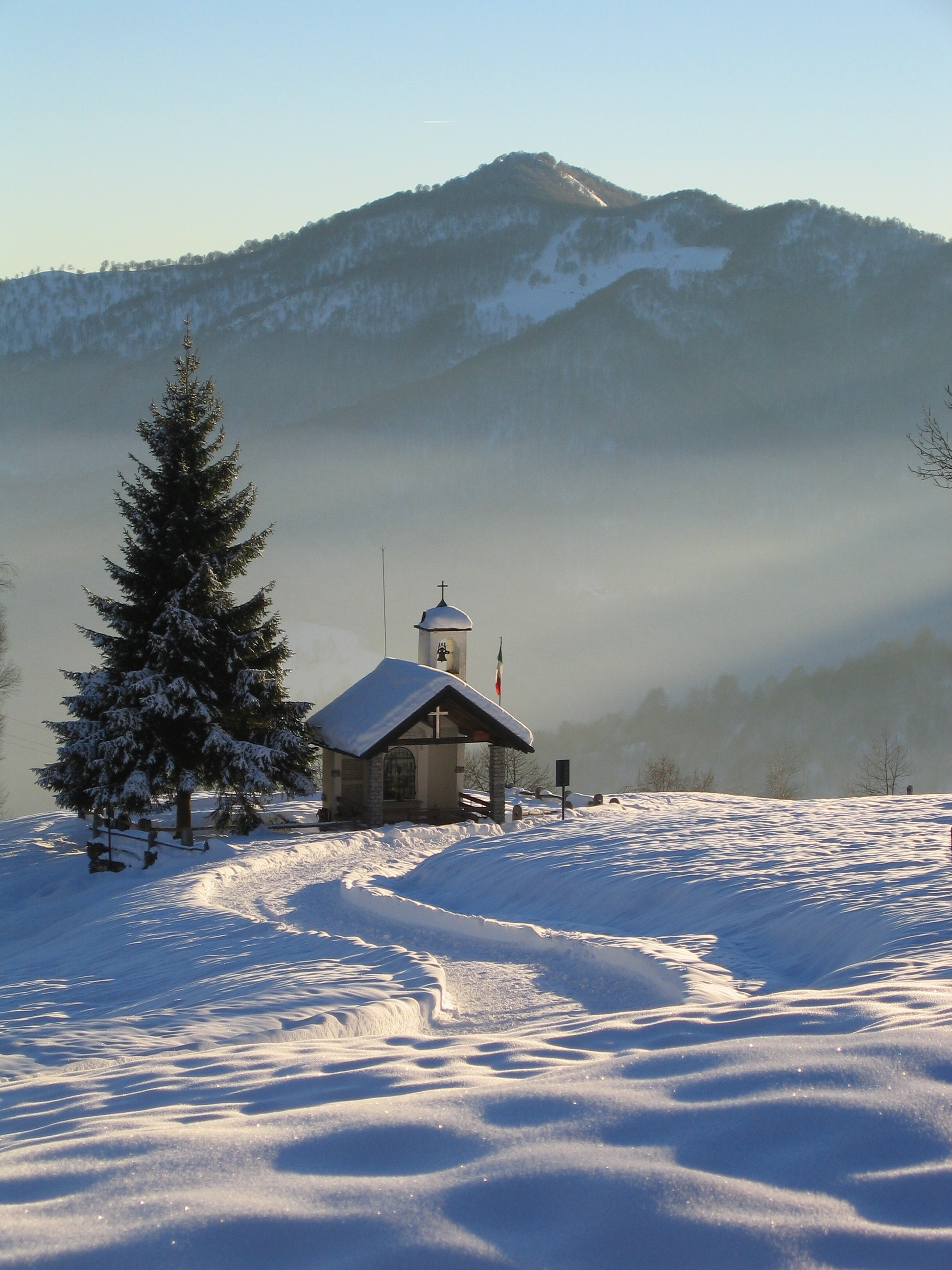
La cappella dell'Alpe Camasca, in dialetto Capèla ad' Camàsca

Nel 1970 fu terminata la strada carrozzabile che porta all'alpe Camasca, il più vasto e bell'alpeggio di Quarna Sotto. Esso è la sede dei festeggiamenti di San Rocco, le cui origini derivano dalla festa di Sant'Egidio, organizzata nei primi anni del Novecento da Egidio Rampone, titolare della prestigiosa fabbrica di strumenti a fiato, per celebrare il suo onomastico. La festa fu poi spostata al 16 agosto e ancora oggi è un appuntamento sentito dai quarnesi.
L'alpe Camasca fu anche sede del primo (e maggiore) lancio armi e munizioni da parte di quadrimotori statunitensi (18 gennaio 1945), la località fu scelta in quanto sede stabile, fin dal 1943, di un gruppo di partigiani. Nel 1944 tutte le baite dell'alpe furono date alle fiamme decretando la fine delle tradizionali attività di coltivazione e allevamento dell'alpeggio dove, fino a quell'epoca, gran parte della popolazione di Quarna Sotto trascorreva i mesi estivi. Attualmente l'alpe è percorsa da numerosi sentieri per escursioni tra le quali la salita alla Massa del Turlo e al Monte Croce.

## Cultura

### La tradizione musicale
Nella prima metà del XIX secolo, su iniziativa di alcuni artigiani che avevano appreso il mestiere a Milano, prese avvio a Quarna Sotto la produzione di strumenti a fiato. Nel 1818 venne fondata la ditta Agostino Rampone, che nel 1910 assunse il nome di "Ditte Riunite Agostino Rampone e Giovan Battista Cazzani", poi Rampone & Cazzani, tuttora in attività. Attualmente condotta dalla famiglia Zolla, discendente del ramo Rampone, opera in un'unica sede a Quarna Sotto e, rifacendosi all'antica tradizione, si dedica alla costruzione a mano di strumenti musicali.
Nel paese è attivo il corpo musicale "Comm. Egidio Rampone", nato nel 1906 sulla scia della già esistenti "Società Filarmonica" di Quarna Sopra e del corpo musicale "S. Cecilia" di Omegna. Da allora, è sempre presente nei momenti di svago e della vita celebrativa della comunità, oltre che essere un'espressione di cultura. Ha inoltre contribuito alla crescita della sensibilità musicale della popolazione, in particolare con l'istituzione nel 1986 della scuola di musica intitolata al maestro Giovanni Rampone, che ancora oggi si impegna a formare i ragazzi nell'età della scuola primaria e media, insegnando l'uso di uno strumento musicale e impartendo le nozioni teoriche del linguaggio musicale.
Dal 1980, il paese ospita la rassegna musicale "Quarna, un paese per la musica", che ogni anno porta tra le vie quarnesi la musica dal vivo di artisti di fama internazionale e meno noti, e offre eventi di musica jazz, classica, bandistica, contemporanea.

### Museo
È possibile visitare il "Museo etnografico e dello strumento musicale a fiato" dedicato all'argomento, in cui sono esposti strumenti musicali e vengono illustrate le tecniche artigianali di costruzione.

### Il "buen ritiro" di Carlo Casanova
Quarna Sotto fu il "buen ritiro" del pittore acquafortista Carlo Casanova, che scoprì nella primavera del 1903; da allora l'artista trascorse molti giorni nella natura bucolica del paese, dipingendo "en plein air" tra i boschi, gli alpeggi e le amate betulle. Soggiornò a lungo nella località il Post, sulla montagna Cerei che sovrasta il lago d'Orta.
Sfollato con la famiglia da Milano nel 1942, elesse Quarna a proprio domicilio, acquistando una casa rurale in località Pradera da un cavatore di granito locale. Ristrutturata l'abitazione, vi visse sino alla primavera del 1950 quando spirò, al fianco della moglie Bianca Riva, poetessa, e delle figlie Fioranna e Luisella. Nella stessa casa di via Rampone, vive oggi il nipote del pittore. Le opere di Carlo Casanova si trovano nei musei di Milano, Firenze, Roma e Venezia, ma anche all'estero, tra cui Londra, Liegi, Buenos Aires, Lima, New York e Tokio, portando le nel mondo le immagini di Quarna. L'artista è sepolto con la moglie e le figlie nel locale camposanto.

### La tomba di Enrico Cecchetti
Per desiderio del nipote prof. Giorgio Cecchetti, fondatore ed ex Presidente del locale "Museo etnografico e dello strumento musicale a fiato", riposano nel piccolo cimitero di Quarna Sotto situato all'ingresso del paese, le spoglie di Enrico Cecchetti, celebre coreografo italiano del Novecento. La tomba è meta di ballerini, coreografi e studiosi della danza che giungono da ogni parte del mondo.

## Società

### Evoluzione demografica
Abitanti censiti

## Infrastrutture e trasporti
Quarna Sotto è raggiunta dalla Strada Provinciale 51 detta "delle Quarne".
L'autolinea Omegna-Quarna la collega con Omegna.

## Amministrazione

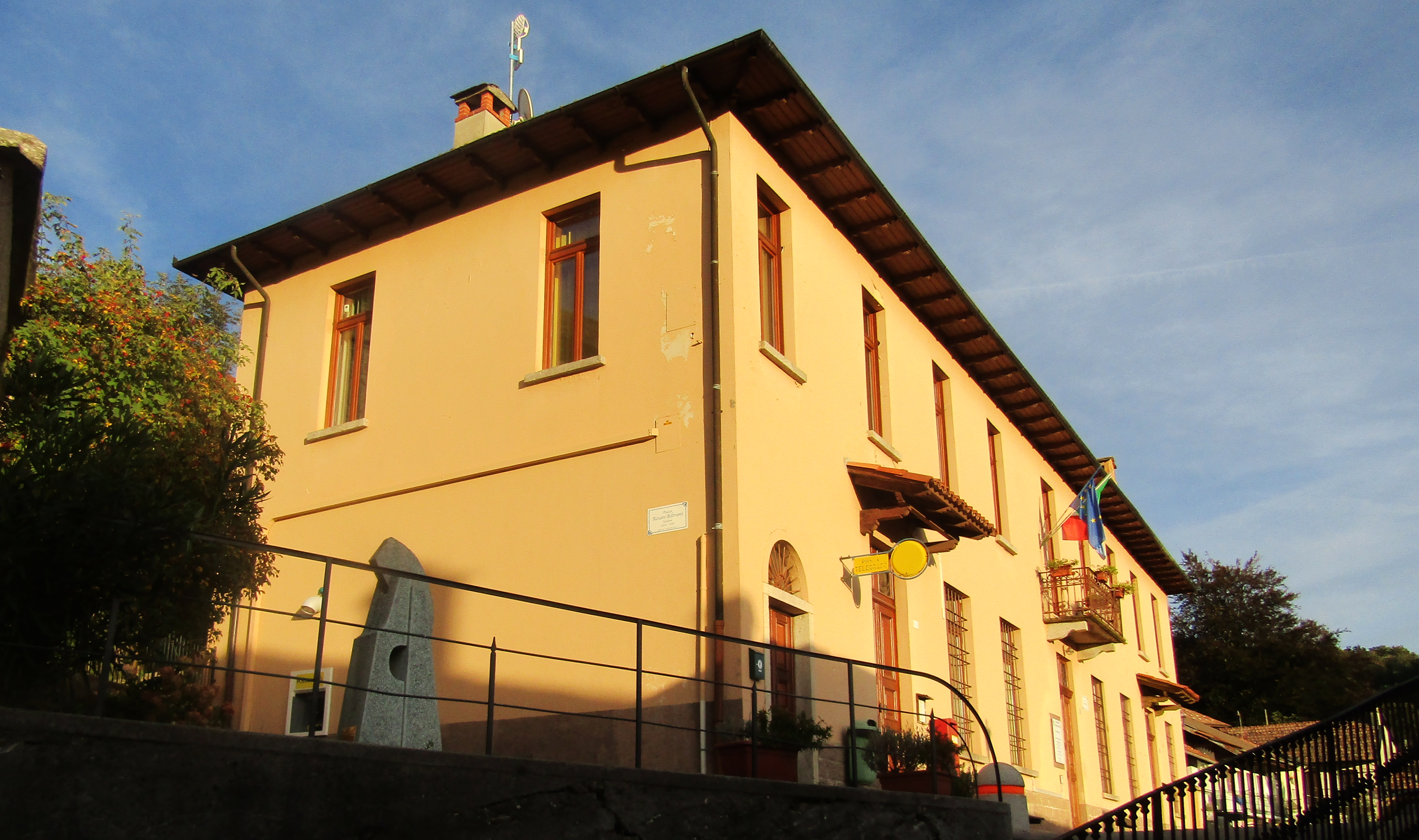
Il municipio

Di seguito è presentata una tabella relativa alle amministrazioni che si sono succedute in questo comune.
| Periodo        | Periodo        | Primo cittadino | Partito              | Carica  | Note  |
| -------------- | -------------- | --------------- | -------------------- | ------- | ----- |
| 2 maggio 1997  | 14 maggio 2001 | Marco Rampone   | lista civica         | Sindaco | [ 9 ] |
| 14 maggio 2001 | 30 maggio 2006 | Romano Coppi    | lista civica         | Sindaco | [ 9 ] |
| 30 maggio 2006 | 16 maggio 2011 | Giovanni Forni  | lista civica         | Sindaco | [ 9 ] |
| 16 maggio 2011 | 6 giugno 2016  | Matteo Ceresa   |                      | Sindaco | [ 9 ] |
| 6 giugno 2016  | in carica      | Paolo Gromme    | lista civica: Quarna | Sindaco | [ 9 ] |

### Altre informazioni amministrative
Il comune faceva parte della Comunità montana Due Laghi, Cusio Mottarone e Val Strona, soppressa nel 2012. Ora fa parte dell'unione montana della Valle Strona e delle Quarne.